# Bertil Järplid
Gustav Bertil Perry Järplid, född den 8 november 1930 i Brooklyn i USA, död den 7 augusti 2023, var en svensk veterinär, veterinärmedicine doktor och professor.

## Biografi
Järplid föddes 1930 i Brookyn, USA, eftersom hans föräldrar bodde där en tid i samband med födseln. Efter att familjen flyttat tillbaka till Sverige växte Järplid dock upp i Bläsinge på Öland.
Efter studenten i Kalmar utbildade sig Järplid till veterinär på Veterinärhögskolan (VHS) i Stockholm. Därefter verkade Järplid som distriktsveterinär i Blekinge, Västra Götaland och på Öland innan han började vid Statens veterinärmedicinska anstalt (SVA) som forskare anställd av Försvarets forskningsanstalt (FOA). Järplid blev docent i patalogi 1968 efter att disputerat tidigare samma år med en avhandling om leukemi till följd av radioaktiv strålning hos möss.
Efter sin forskartid återgick Järplid till att arbeta som distriktsveterinär i Ronneby 1977–1984. Mellan 1984 och 1988 arbetade Järplid för Sida och SVA med att utbilda veterinärer i flera länder i Asien, Sydamerika samt Östafrika. Från 1988 verkade Järplid som patalog vid SVA fram till 70 års ålder. Under delar av 1990-talet var han där även biträdande statsveterinär.
2018 promoverades Järplid till jubeldoktor vid Sveriges lantbruksuniversitet (SLU). Under sin levnad publicerade Järplid sammanlagt 57 vetenskapliga artiklar.